# Нейтрон
Нейтро́н (от лат. neuter — ни тот, ни другой) — тяжёлая субатомная частица, не имеющая электрического заряда. Нейтрон является фермионом и принадлежит к группе барионов. Нейтроны и протоны являются двумя главными компонентами атомных ядер; общее название для протонов и нейтронов — нуклоны.

## Открытие
Открытие нейтрона (1932) принадлежит физику Джеймсу Чедвику, который объяснил результаты опытов В. Боте и Г. Беккера (1930), в которых обнаружилось, что вылетающие при распаде полония α-частицы, воздействуя на лёгкие элементы, приводят к возникновению сильно проникающего излучения. Чедвик первый предположил, что новое проникающее излучение состоит из нейтронов, и определил их массу. За это открытие он получил Нобелевскую премию по физике в 1935 году.
В 1930 году В. А. Амбарцумян и Д. Д. Иваненко показали, что атом не может, как считалось в то время, состоять только из протонов и электронов, что электроны, вылетающие из ядра при бета-распаде, рождаются в момент распада, и что кроме протонов, в ядре должны присутствовать некие нейтральные частицы.
В 1930 году Вальтер Боте и его студент Герберт Беккер, работавшие в Германии, обнаружили, что если высокоэнергетичные альфа-частицы, испускаемые полонием-210, попадают на некоторые лёгкие элементы, в особенности на бериллий или литий, образуется излучение с необычно большой проникающей способностью. Сначала считалось, что это — гамма-излучение, но выяснилось, что оно обладает гораздо большей проникающей способностью, чем все известные гамма-лучи, и результаты эксперимента не могут быть интерпретированы таким образом. Важный вклад сделали в 1932 году Ирен и Фредерик Жолио-Кюри. Они показали, что если это неизвестное излучение попадает на парафин или любое другое соединение, богатое водородом, образуются протоны высоких энергий. Само по себе это ничему не противоречило, но численные результаты приводили к нестыковкам в теории. Позднее в том же 1932 году английский физик Джеймс Чедвик провёл в Кавендишской лаборатории в Кембридже серию экспериментов, в которых он показал, что гамма-лучевая гипотеза несостоятельна. Чедвик облучал бериллий альфа-частицами; при этом (в современных обозначениях) происходит следующая реакция: 9Be + 4He (α) →  12C + 1n. Он предположил, что образующееся излучение состоит из незаряженных частиц с массой, близкой к массе протона, и провёл серию экспериментов, подтвердивших эту гипотезу. Эти незаряженные частицы были названы нейтронами от латинского корня neutr- и обычного для частиц суффикса -on (-он). В том же 1932 году Д. Д. Иваненко и затем В. Гейзенберг предположили, что атомное ядро состоит из протонов и нейтронов.

## Основные характеристики
- Масса (примерно на 0,1378 % больше, чем масса протона; приведены рекомендованные значения CODATA 2022 года, в скобках указана погрешность величины в единицах последней значимой цифры, одно стандартное отклонение):
  - 939,565 421 94(48) МэВ[1];
  - 1,008 664 916 06(40) а. е. м.[3];
  - 1,674 927 500 56(85)⋅10−27 кг[2];
  - 1838,683 662 00(74) массы электрона[17].
- Электрический заряд: 0. Экспериментально измеренное значение совместимо с нулём: (−0,2 ± 0,8)⋅10−21 элементарного электрического заряда[4].
- Спин: 1⁄2 (фермион). Спин свободного нейтрона измеряется методом когерентного отражения от магнитных зеркал[18].
- Время жизни в свободном состоянии: τ = 878,4 ± 0,5 секунды[4][19] (период полураспада T1/2 = τ·ln 2 = 608,9 ± 0,3 секунды)[20]. Однако обнаружено расхождение в результатах измерений разными методами[21].
- Магнитный момент: −1,913 042 76(45) ядерного магнетона[5], или −9,662 3653(23)×10−27 Дж/Тл[6]. Магнитный момент нейтрона измеряется с помощью резонансного метода молекулярных пучков[18].
- Внутренняя чётность: равна 1[22].
- Средний квадрат зарядового радиуса: {\displaystyle \langle r^{2}\rangle =\int \rho (r)r^{2}d^{3}r} ≈ −0,1155(17) фм2 (формально отрицательный знак обусловлен тем, что распределение отрицательного заряда в нейтроне смещено к периферии частицы, положительного — к центру)[4][23][24][25].
- Электрическая поляризуемость: 1,18(11)⋅10−3 фм3[4][26]
- Магнитная поляризуемость: 0,37(12)⋅10−3 фм3[4].

Несмотря на нулевой электрический заряд, нейтрон не является истинно нейтральной частицей. Античастицей нейтрона является антинейтрон, который не совпадает с самим нейтроном. Нейтрон аннигилирует с антинейтроном и другими антиадронами (в частности, с антипротоном).
С нейтроном связаны несколько физических величин, имеющих размерность длины:
- комптоновская длина волны нейтрона {\displaystyle \lambda _{K}={\frac {2\pi \hbar }{mc}}} ≈ 1,319 590 903 82(67)⋅10−13 см[27];
- среднеквадратичный зарядовый радиус нейтрона: {\displaystyle {\sqrt {\left|\langle r^{2}\rangle \right|}}={\sqrt {\left|\int \rho (r)r^{2}d^{3}r\right|}}} ≈ 0,3399(25)⋅10−13 см[28];
- среднеквадратичный магнитный радиус нейтрона: {\displaystyle {\sqrt {\langle r_{M}^{2}\rangle }}} ≈ 0,864+0,009
−0,008⋅10−13 см[4].
- кубический корень из электрической поляризуемости нейтрона: {\displaystyle (\alpha _{n})^{1/3}} ≈ 0,106(3)⋅10−13 см[4].
- кубический корень из магнитной поляризуемости нейтрона: {\displaystyle (\beta _{n})^{1/3}} ≈ 0,072(9)⋅10−13 см[4].
- отношение электрического дипольного момента нейтрона к элементарному заряду {\displaystyle \left|{\frac {d_{n}}{e}}\right|} < 1,8⋅10−26 см[4];
- гравитационный радиус нейтрона {\displaystyle R_{G}={\frac {2Gm}{c^{2}}}} ≈ 2,48⋅10−52 см.

## Строение и распад
Считается надёжно установленным, что нейтрон является связанным состоянием трёх кварков: одного «верхнего» (u) и двух «нижних» (d) кварков (кварковая структура udd). Близость значений масс протона и нейтрона обусловлена свойством приближённой изотопической инвариантности: в протоне (кварковая структура uud) один d-кварк заменяется на u-кварк, но поскольку массы этих кварков очень близки, такая замена слабо сказывается на массе составной частицы.
Поскольку нейтрон тяжелее протона, то он может распадаться в свободном состоянии. Единственным каналом распада, разрешённым законом сохранения энергии и законами сохранения электрического заряда, барионного и лептонного квантовых чисел, является бета-распад нейтрона на протон, электрон и электронное антинейтрино (а также иногда гамма-квант). Поскольку этот распад идёт с образованием лептонов и изменением аромата кварков, то он обязан происходить только за счёт слабого взаимодействия. Однако ввиду специфических свойств слабого взаимодействия скорость этой реакции аномально мала из-за крайне малого энерговыделения (разности масс начальных и конечных частиц). Именно этим объясняется тот факт, что нейтрон является настоящим долгожителем среди элементарных частиц: его время жизни, приблизительно равное 15 минутам, это примерно в миллиард раз больше времени жизни мюона — следующей за нейтроном метастабильной частицы по времени жизни.
Кроме того, разница масс между протоном и нейтроном, составляющая 1,293 332 51(38) МэВ (или 0,001 388 449 48(40) а.е.м.), невелика по меркам ядерной физики. Вследствие этого в ядрах нейтрон может находиться в более глубокой потенциальной яме, чем протон, и потому бета-распад нейтрона оказывается энергетически невыгодным. Это приводит к тому, что в ядрах нейтрон может быть стабильным. Более того, в нейтроно-дефицитных ядрах происходит бета-распад протона в нейтрон (с захватом орбитального электрона или вылетом позитрона); этот процесс энергетически запрещён для свободного протона.
На кварковом уровне бета-распад нейтрона может быть описан как превращение одного из d-кварков в u-кварк с испусканием виртуального W−-бозона, который немедленно распадается на электрон и электронное антинейтрино.
Изучение распада свободного нейтрона важно для уточнения свойств слабого взаимодействия, а также поиска нарушений временно́й инвариантности, нейтрон-антинейтронных осцилляций и т. п.
Внутренняя структура нейтрона впервые была экспериментально исследована Р. Хофштадтером путём изучения столкновений пучка электронов высоких энергий (2 ГэВ) с нейтронами, входящими в состав дейтрона (Нобелевская премия по физике 1961 г.). Нейтрон состоит из тяжёлой сердцевины (керна) радиусом ≈ 0,25·10−13 см, с высокой плотностью массы и заряда, которая имеет общий заряд ≈ +0,35 e, и окружающей его относительно разреженной оболочки («мезонной шубы»). На расстоянии от ≈ 0,25·10−13 до ≈ 1,4·10−13 см эта оболочка состоит в основном из виртуальных ρ- и π-мезонов и обладает общим зарядом ≈ −0,50 e. Дальше расстояния ≈ 2,5·10−13 см от центра простирается оболочка из виртуальных ω- и π-мезонов, несущих суммарный заряд около +0,15 e.

## Иные свойства
Изоспины нейтрона и протона одинаковы (1⁄2), но их проекции противоположны по знаку. Проекция изоспина нейтрона по соглашению в физике элементарных частиц принимается равной −1⁄2, в ядерной физике +1⁄2 (поскольку в большинстве ядер нейтронов больше, чем протонов, это соглашение позволяет избегать отрицательных суммарных проекций изоспина).
Нейтрон и протон вместе с Λ-, Σ-, Ξ-барионами входят в состав октета барионов со спином 1⁄2 и барионным зарядом 1.
Нейтрон — единственная из имеющих массу покоя элементарных частиц, для которой непосредственно наблюдалось гравитационное взаимодействие — искривление в поле земного тяготения траектории хорошо коллимированного пучка ультрахолодных нейтронов. Измеренное гравитационное ускорение нейтронов в пределах точности эксперимента совпадает с гравитационным ускорением макроскопических тел.
При огромном давлении внутри нейтронной звезды нейтроны могут деформироваться вплоть до того, что приобретают форму куба.

## Направления исследований в физике нейтронов
Фундаментальные исследования:
- возможность существования тетранейтронов и иных связанных состояний из одних только нейтронов;
- поиск возможных нейтрон-антинейтронных осцилляций[37];
- поиск электрического дипольного момента нейтрона[38]. Электрический дипольный момент нейтрона был бы точно равен нулю, если бы имела место инвариантность всех взаимодействий, в которых участвует нейтрон, относительно операции отражения времени. Слабые взаимодействия неинвариантны относительно операции отражения времени. Вследствие этого нейтрон должен был бы обладать электрическим дипольным моментом. Причина отсутствия электрического дипольного момента у нейтрона неизвестна.[39]
- измерение времени жизни нейтрона[40];
- измерение корреляционных коэффициентов бета-распада нейтрона с холодными[41] и ультрахолодными[42] нейтронами;
- изучение свойств сильно нейтроно-избыточных лёгких ядер.

Прикладные исследования:
- получение и хранение холодных нейтронов;
- влияние потоков нейтронов на живые ткани и организмы;
- влияние сверхмощных потоков нейтронов на свойства материалов;
- изучение распространения нейтронов в различных средах;
- изучение различных типов структуры в физике конденсированных сред;
- нейтронно-дифракционный анализ;
- нейтронно-активационный анализ.